# ماتياس راموس ميخيا
ماتياس راموس ميخيا (بالإسبانية: Matías Ramos Mejía)‏ هو عسكري أرجنتيني، ولد في 24 فبراير 1810 في Tapiales ‏ في الأرجنتين، وتوفي في 11 يونيو 1885 في بوينس آيرس في الأرجنتين.